# Amomum hochreutineri
Amomum hochreutineri är en enhjärtbladig växtart som beskrevs av Theodoric Valeton. Amomum hochreutineri ingår i släktet Amomum och familjen Zingiberaceae.
Artens utbredningsområde är Java. Inga underarter finns listade i Catalogue of Life.